# 537 Pauly
537 Pauly
537 Pauly là một tiểu hành tinh ở vành đai chính. Nó được Auguste Charlois phát hiện ngày 7.7.1904 ở Nice (Pháp) và được đặt theo tên Max Pauly, doanh nhân người Đức (quản lý nhà máy sản xuất đường) và là người làm dụng cụ quang học nghiệp dư, được Ernst Abbe bổ nhiệm làm trưởng ban Thiên văn học mới thành lập của công ty Carl Zeiss AG để thiết kế và sản xuất các thấu kính cho kính viễn vọng; ông đã mài thấu kính 10-inch của kính viễn vọng Bruce, được coi là "viên ngọc của Königstuhl".